# Прогресс М-06М
Прогресс М-06М — транспортный грузовой космический корабль (ТГК) серии «Прогресс», запущенный к Международной космической станции. 38-й российский корабль снабжения МКС. Серийный номер 406.

## Цель полёта
Доставка на МКС более 2500 килограммов различных грузов, в числе которых топливо, запасы сжатого кислорода, продукты питания, научная аппаратура, дополнительное оборудование для российского и американского сегментов станции, а также посылки для экипажа МКС.

## Хроника полёта
- 30.06.2010, в 19:35:14 (MSK), (15:35:14 UTC) — запуск с космодрома Байконур;[2]
- 04.07.2010, в 20:77:26 (MSK), (16:17:26 UTC) — осуществлена стыковка с МКС к стыковочному узлу на агрегатном отсеке служебного модуля «Звезда». Процесс сближения и стыковки проводился в автоматическом режиме;
- 31.08.2010, в 14:21:37 (MSK), (11:21:37 UTC) — ТГК отстыковался от МКС и отправился в автономный полёт.

## Научная работа
ТГК «Прогресс М-06М», на шесть дней превратился в объект научного эксперимента «Радар-Прогресс». Его целью является изучение изменения различных характеристик ионосферы (в частности, плотности, температуры, ионного состава локальных неоднородностей) при работе жидкостных ракетных двигателей космических аппаратов. В ходе проведения опыта грузовой корабль ежедневно совершал по одному манёвру небольшой длительности с включением двигателей. Специалисты следили за возникающими изменениями, используя радар не когерентного рассеяния института солнечно-земной физики Сибирского отделения РАН. Эксперимент «Радар-Прогресс» проводился уже во 2-й раз. Предыдущими «участником» был корабль «Прогресс М-03М».

## Фотографии

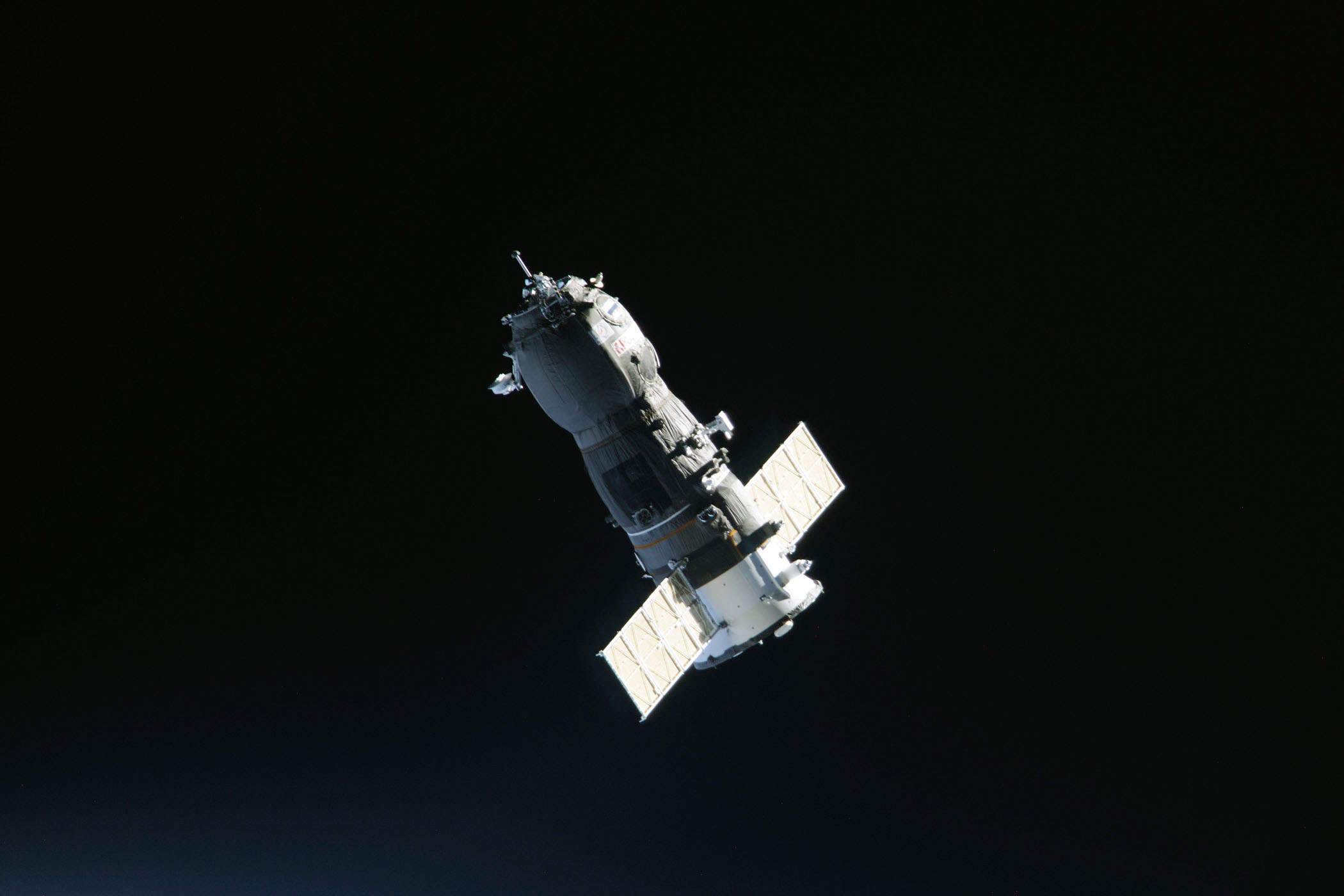
«Прогресс М-06М»  в полете
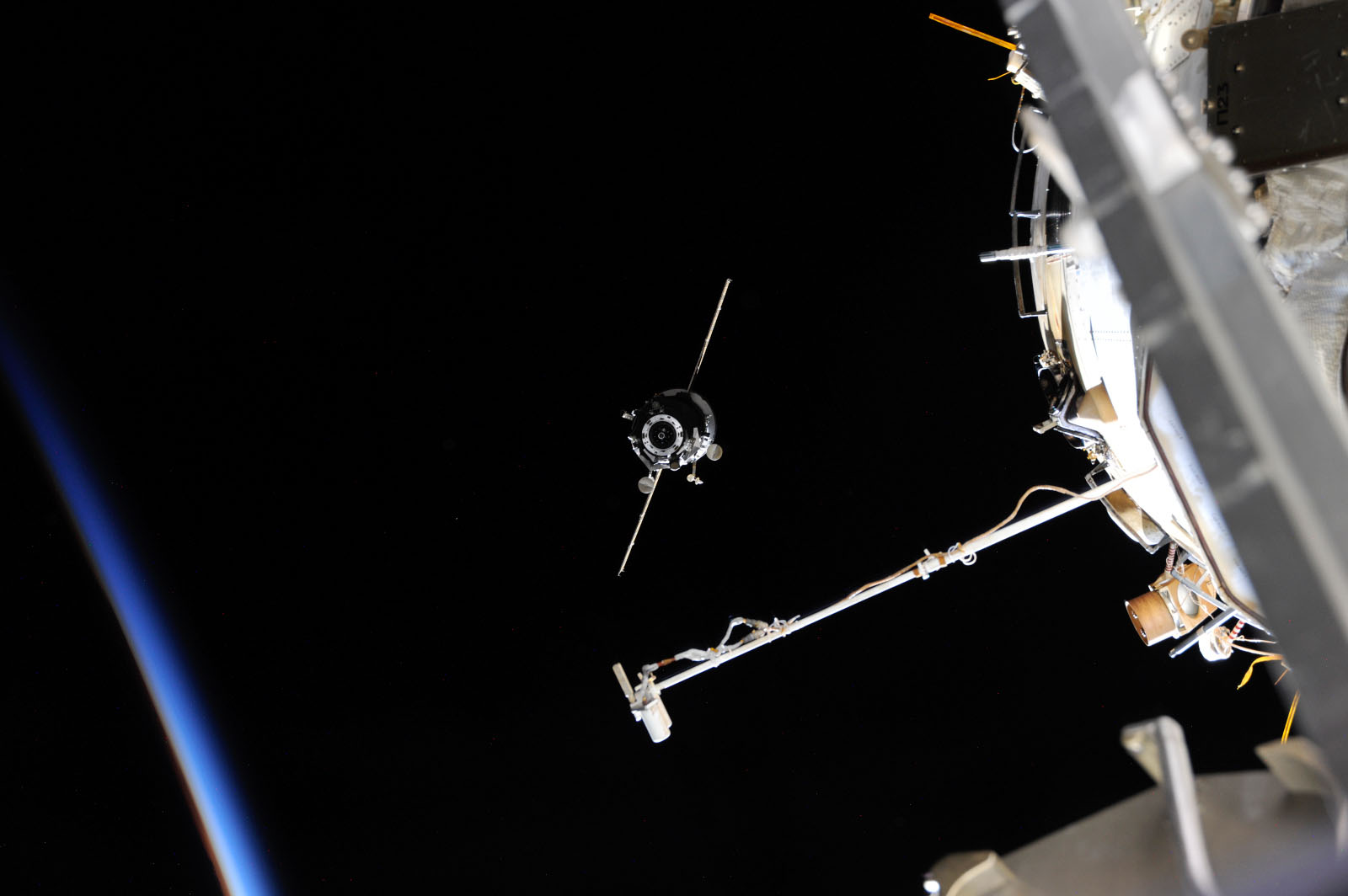
Коррекция перед стыковкой с МКС
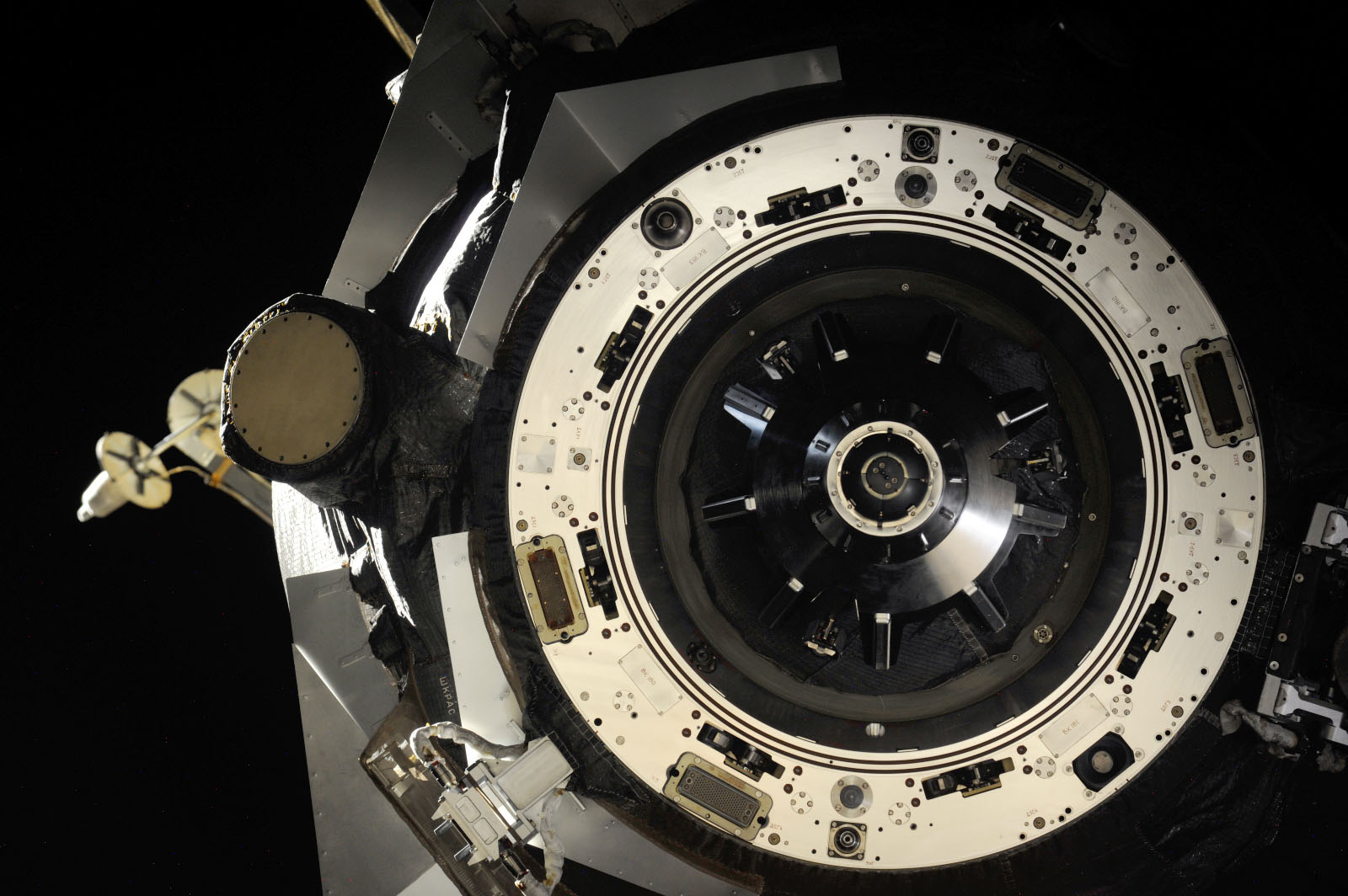
«Прогресс М-06М»  перед стыковкой с МКС
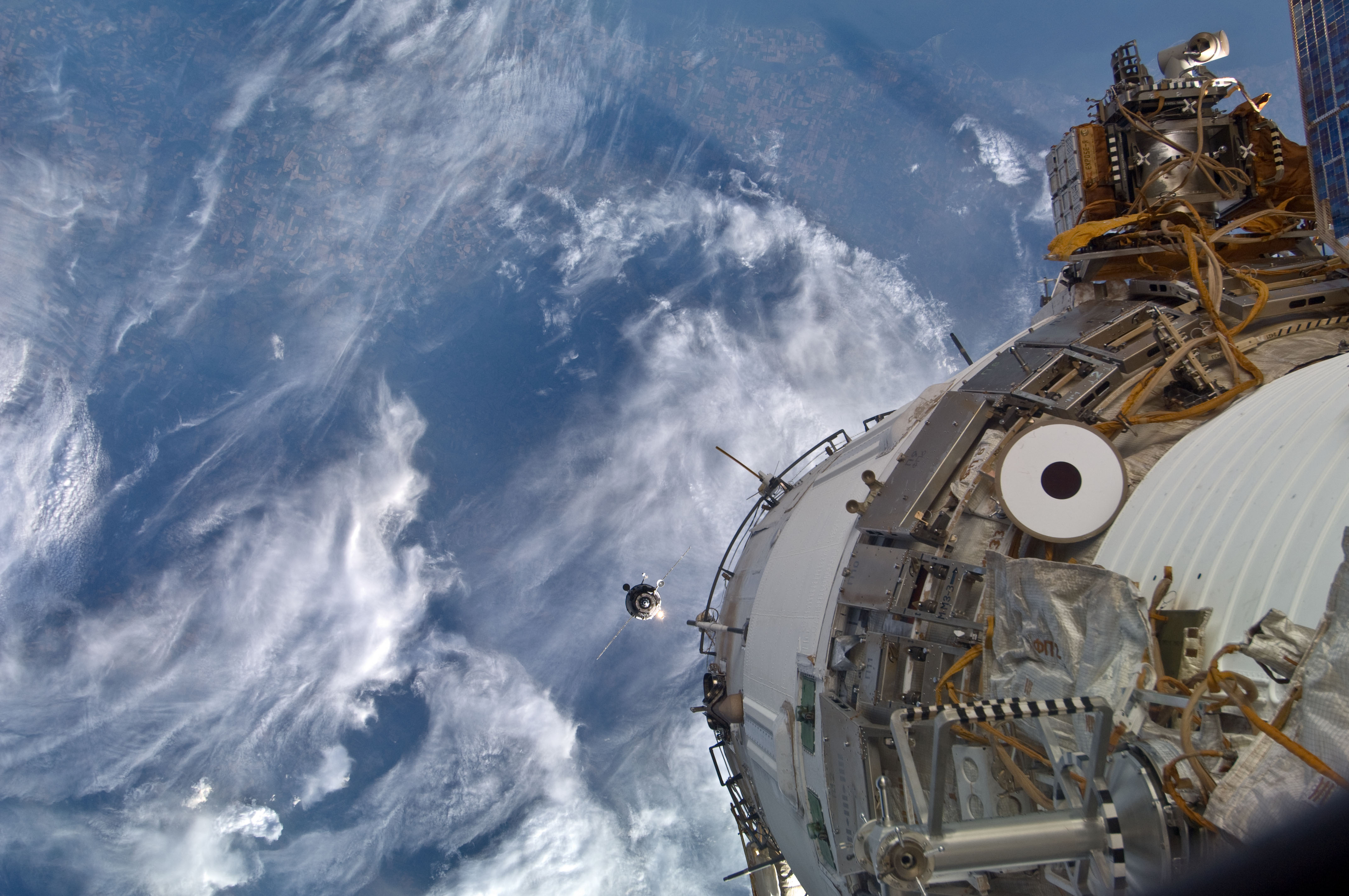
«Прогресс М-06М»  на подлете к станции